# Bodičasti volek
Bodičasti volek, (znanstveno ime Bolinus brandaris) je morski polž iz družine Muricidae.
Značilno za bodičastega voleka, kot tudi za vse druge predstavnike družine je, da proizvajajo mleček, ki je sprva prozoren, na zraku pa se obarva škrlatno. Iz polžev te družine so v preteklosti proizvajali škrlatno barvilo za barvanje blaga.
Lupina bodičastega voleka je po navadi zlato-rjava, ima pa dolg kanal na zadnjem delu, po čemer se najbolj loči od sorodnega čokatega voleka. Lupina je poraščena s posebnimi bodicami, ki jih je z vsako fazo rasti več. Odrasli polži običajno dosežejo med 6 in 9 cm.

## Razširjenost in uporabnost
Ta vrsta morskih polžev je razširjena v zahodnem in osrednjem Sredozemlju ter v Jadranskem morju, osamljene populacije pa so našli tudi na posameznih atolih Indijskega oceana ter južnega Kitajskega morja. Živi v plitvinah, na kamnitih tleh.
Vrsta je sicer užitna, a zaradi svoje velikosti ni preveč priljubljena.